# Grevenkrug
Grevenkrug er en kommune og en by i det nordlige Tyskland, beliggende i Amt Bordesholm i den sydøstlige del af Kreis Rendsborg-Egernførde. Kreis Rendsborg-Egernførde ligger i den centrale del af delstaten Slesvig-Holsten.

## Geografi
Grevenkrug, som mod øst grænser til floden Ejderen, ligger omkring 13 km nord for Neumünster og 13 km syd for Kiel i nærneden af Bundesautobahn 215.
Mellem byen og Ejderen ligger Grevenkruger Rücken, der er en randmoræne fra Weichselistiden.